# Lamara Distin
Lamara Distin (* 3. März 2000 im Hanover Parish) ist eine jamaikanische Leichtathletin, die sich auf den Hochsprung spezialisiert hat und in dieser Disziplin aktuell Inhaberin des Landesrekordes ist. 

## Sportliche Laufbahn
Erste Erfahrungen bei internationalen Meisterschaften sammelte Lamara Distin bei den CARIFTA-Games 2014 in Fort-de-France, bei denen sie mit übersprungenen 1,68 m die Goldmedaille im Hochsprung in der U17-Altersklasse gewann. Im Jahr darauf gewann sie dann bei den CARIFTA-Games in Basseterre mit derselben Höhe die Bronzemedaille und 2017 sicherte sie sich bei den CARIFTA-Games in St. George’s mit 1,77 m die Silbermedaille. 2018 siegte sie bei den CARIFTA-Games in Nassau mit 1,85 m in der U20-Altersklasse und anschließend gelangte sie bei den U20-Weltmeisterschaften in Tampere mit 1,75 m auf Rang zwölf. Im Jahr darauf gewann sie bei den U20-Panamerikameisterschaften in San José mit 1,81 m die Silbermedaille und begann im Herbst 2020 ein Studium an der Texas A&M University. 2021 siegte sie mit 1,85 m bei den U23-NACAC-Meisterschaften in San José und im Jahr darauf wurde sie NCAA-Collegemeisterin in der Halle und im Freien. Im April stellte sie mit 1,97 m einen neuen Landesrekord auf und qualifizierte sich damit für die Weltmeisterschaften in Eugene, bei denen sie mit 1,93 m im Finale den neunten Platz belegte. Anschließend siegte sie bei den Commonwealth Games in Birmingham und übersprang dort 1,95 m. 2023 belegte sie bei den Weltmeisterschaften in Budapest mit 1,94 m im Finale den fünften Platz. Im Jahr darauf verbesserte sie den jamaikanischen Landesrekord auf 2,00 m und schied im August bei den Olympischen Sommerspielen in Paris mit 1,88 m in der Qualifikationsrunde aus.
In den Jahren 2021, 2023 und 2024 wurde Distin jamaikanische Meisterin im Hochsprung.